# Piosenka dla Europy 2009
Piosenka dla Europy 2009 – polskie preselekcje do 54. Konkursu Piosenki Eurowizji, który odbył się w Olympic Indoor Arena w Moskwie (Rosja). Finał eliminacji odbył się 14 lutego 2009 roku w holu siedziby Telewizji Polskiej (TVP) przy ul. Woronicza 17, a wygrała je Lidia Kopania z utworem „I Don’t Wanna Leave”.

## Przebieg konkursu

### Czas i miejsce konkursu
Polskie preselekcje do 54. Konkursu Piosenki Eurowizji odbyły się 14 lutego 2009 roku w Warszawie. Początkowo jednak planowano organizację eliminacji tydzień później, 20 bądź 21 lutego, jednakże ze względów marketingowych przyspieszono ją z okazji Walentynek, do których koncert częściowo nawiązywał.
Zastanawiano się również nad zmianą lokalizacji koncertu i przeniesieniem go do Łodzi lub Wrocławia.

### Zgłaszanie utworów
Od 28 listopada 2008 roku można było zgłaszać utwory do siedziby polskiego nadawcy publicznego – Telewizji Polskiej. Wszystkie nadesłane propozycje musiały spełniać warunki regulaminu konkursu: musiały posiadać tekst w języku polskim lub angielskim, trwać nie dłużej niż 3 minuty oraz nie mogły zostać opublikowane przed 1 października 2008 roku. Każdy artysta (nie mógł być to debiutant) mógł zgłosić jedynie jedną piosenkę. 16 stycznia 2009 roku minął termin nadsyłania kompozycji – zgłoszono ich 122, z czego do finału eliminacji specjalna komisja sędziowska wybrała dwanaście z nich. W skład jury weszli: Zuzanna Łapicka-Olbrychska (przewodnicząca), Piotr Baron, Paweł Sztompke, Tomasz Miara, Dariusz Maciborek, Tomasz Deszczyński, Małgorzata Kosturkiewicz oraz Piotr Klatt. Ostatecznie do stawki konkursowej zakwalifikowali się następujący wykonawcy:
1. Marco Bocchino i Aleksandra Szwed („All My Life”)
2. Katarzyna Skrzynecka („Amazing”)
3. Dali („Everyday”)
4. Ira („Dobry czas”)
5. Lidia Kopania („I Don't Wanna Leave”)
6. Renton („I'm Not Sure”)
7. Stachursky („I nie mów nic”)
8. Det Betales („Jacqueline”)
9. Mikromusic („Kardamon i pieprz”)
10. Artur Chamski („Kilka słów”)
11. Man Meadow („Love Is Gonna Get You”)
12. Tigrita Project („Mon Chocolat”)

Wiadomo również, że swoje propozycje wysłali też: Iwona Węgrowska („Kiedyś zapomnę”), Bayer Full („Zabierz mnie, gdzie wiatr tańczy w błękitach”), Sami („Czasami tak”), Hubert Bisto („Time”), Asia Stach („Rhythm of Love”), Sumptuastic („Dla niej”), Marcin Mroziński („Never Felt Like This”), Rest In Peace („In the Darkness”), Jorrgus („Kochaj ludzi i świat”), Andrej Babić („Fool in Love”), Solaris („Czuję moc”), 2Tygodnie („Wszystko o Tobie wiem”), Sara May („Let It Rain”), Marcin Siegieńczuk („Zostaw mnie”), Nasty Ladies („For Once in My Life”), Marta Maćkowska („Ask Me”), NuniQ („Me and You Boy”), Poets' Corner („Haunted Love”), Asia Si, Alicetea, Losza Vera, Jona Ardyn oraz zespół Amelia.

### Dzikie karty

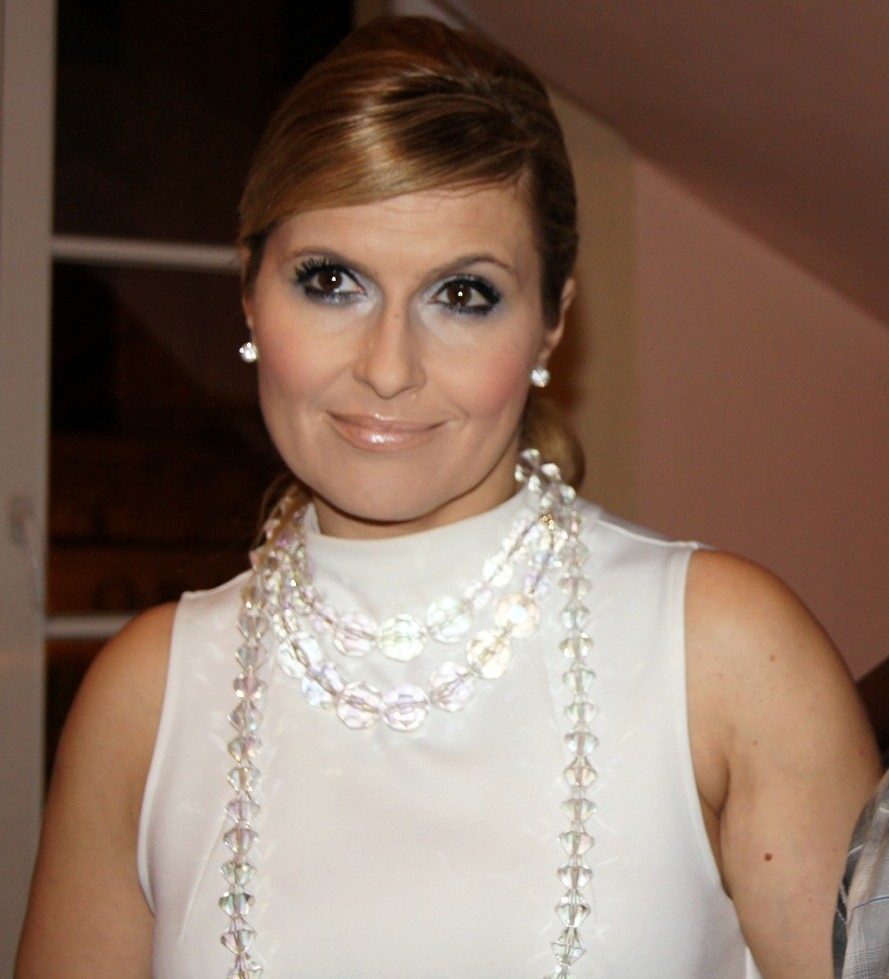
Katarzyna Skrzynecka – zdyskwalifikowana z udziału w konkursie ze względu na naruszenie regulaminu

Telewizja Polska miała prawo do przyznania pięciu „dzikich kart”, postanowiono jednak nie przyznać ich nikomu, przez co musiała dokonać zmiany regulaminu. Zmodyfikowano jeden z paragrafów, w którym była mowa o zakwalifikowaniu do konkursu preselekcyjnego uczestników w liczbie nie mniejszej niż dziesięciu, wykonujących utwory na żywo z udziałem pół playbacku.

### Dyskwalifikacje
Tuż po ogłoszeniu listy piosenek zakwalifikowanych do konkursu preselekcyjnego, Stowarzyszenie Miłośników Konkursu Piosenki Eurowizji OGAE Polska poinformowało TVP o naruszeniu regulaminu przez jedną z wokalistek. Utwór „Amazing” Katarzyny Skrzyneckiej został premierowo wykonany 21 października 2007 roku podczas siódmego odcinka VI edycji programu Taniec z gwiazdami. Zgodnie z regulaminem, pierwsze publiczne wykonanie piosenki eurowizyjnej mogło nastąpić dopiero po 1 października 2008 roku. Po przeanalizowaniu materiału, w specjalnym oświadczeniu Redakcji Rozrywki TVP1 i Produkcji Krajowych Eliminacji 54. Konkursu Piosenki Eurowizji 2009 podano, iż organizator Krajowego Finału Konkursu Piosenki Eurowizji – Piosenka dla Europy 2009 ze względu na niezastosowanie się do regulaminu określającego zasady wyboru utworu i wykonawcy reprezentującego Telewizję Polską S.A. w 54 Konkursie Piosenki Eurowizji skreśla z listy finalistów utwór „Amazing” w wykonaniu Katarzyny Skrzyneckiej.
28 stycznia 2009 roku wykluczono kolejnego uczestnika konkursu. Grupa Mikromusic złamała ten sam punkt regulaminu co pierwsza zdyskwalifikowana uczestniczka, wykonując publicznie swój utwór 2 lutego 2007 roku podczas koncertu w Dzierżoniowie. Winę za naruszenie regulaminu wzięła na siebie Katarzyna Przywara, menedżer zespołu.

### Losowanie kolejności występów
28 stycznia 2009 roku w siedzibie Telewizji Polskiej odbyło się losowanie kolejności występów. W spotkaniu brali udział uczestnicy eliminacji bądź ich przedstawiciele.

### Prowadzący i jurorzy
Telewizja Polska planowała, by polskie preselekcje do Konkursu Piosenki Eurowizji poprowadzili wspólnie Radosław Brzózka, Paulina Chylewska oraz Artur Orzech. Ostatecznie zdecydowano się na dwójkę prowadzących, bez Artura Orzecha.
W skład komisji jurorskiej oceniającej występy uczestników weszli: kompozytor Robert Chojnacki, piosenkarz Krzysztof Kasowski, zastępca dyrektora TVP1 ds. rozrywki Roman Rogowiecki oraz przedstawicielka Stowarzyszenia Miłośników Konkursu Piosenki Eurowizji OGAE Polska Marta Turska.

### Kontrowersje

#### Zaginione zgłoszenie
Na dwa tygodnie przed finałem polskich preselekcji eurowizyjnych pojawiły się zarzuty skierowane przez Iwonę Węgrowską w stosunku do Telewizji Polskiej, jakoby TVP zgubiło jej zgłoszenie. Przedstawiciel Redakcji Rozrywki TVP1 Mikołaj Dobrowolski zdementował to pomówienie argumentując, że menedżer wokalistki nie dostarczył zgłoszenia zgodnie z zapisami regulaminu. Menedżer Łukasz Bartoszak w odpowiedzi na wypowiedź przedstawiciela Telewizji Polskiej zapewnił, że zgłoszenie zostawiał osobiście w towarzystwie osób mogących to potwierdzić, a koperta ze zgłoszeniem zaadresowana była zgodnie z wymogami regulaminowymi.

#### Brak disco polo w preselekcjach
Ze względu na brak awansu polskiego reprezentanta do ścisłego finału Konkursu Piosenki Eurowizji, lider zespołu Bayer Full Sławomir Świerzyński stwierdził, że naszym problemem są jurorzy, którzy wybierają do naszych preselekcji piosenki, które nie mają szans na zawojowanie muzycznej Europy. Wokalista dodał, iż przepis na eurowizyjny przebój jest prosty – nogi mają się rwać do tańca, a refren piosenki łatwo wpadać w ucho. Im muzyka bardziej odwołuje się do tradycji i folkloru danego kraju – tym lepiej. Telewizja Polska nie zakwalifikowała jednak do polskich preselekcji żadnego z zespołów reprezentujących nurt muzyki disco polo.

## Wyniki

### Uczestnicy

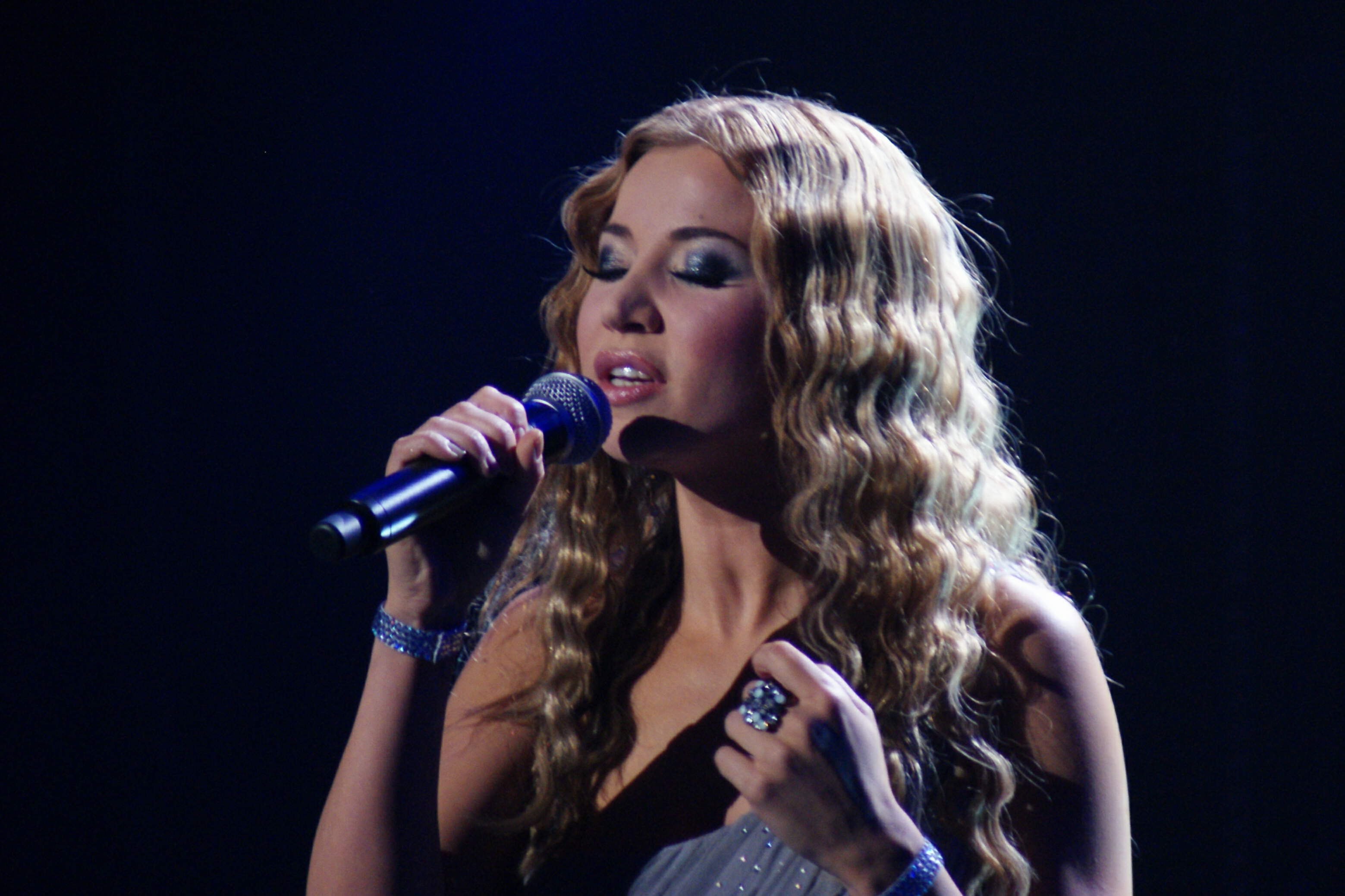
Lidia Kopania – zwyciężczyni programu Piosenka dla Europy 2009, reprezentantka Polski w 54. Konkursie Piosenki Eurowizji

Zwycięzcę preselekcji wybierano w stosunku 50:50 (50% głosów należało do jurorów i 50% do telewidzów, którzy głosowali za pomocą systemu audio-tele).
| L.p. | Wykonawca                         | Piosenka                | Język     | Miejsce | Suma |
| ---- | --------------------------------- | ----------------------- | --------- | ------- | ---- |
| 1    | Stachursky                        | „I nie mów nic”         | polski    | 9       | 6    |
| 2    | Det Betales                       | „Jacqueline”            | angielski | 10      | 4    |
| 3    | Man Meadow                        | „Love Is Gonna Get You” | angielski | 6       | 9    |
| 4    | Dali                              | „Everyday”              | angielski | 7       | 8    |
| 5    | Ira                               | „Dobry czas”            | polski    | 5       | 11   |
| 6    | Artur Chamski                     | „Kilka słów”            | polski    | 4       | 13   |
| 7    | Marco Bocchino i Aleksandra Szwed | „All My Life”           | angielski | 2       | 18   |
| 8    | Tirgita Project                   | „Mon Chocolat”          | francuski | 8       | 7    |
| 9    | Renton                            | „I'm Not Sure”          | angielski | 3       | 18   |
| 10   | Lidia Kopania                     | „I Don’t Wanna Leave”   | angielski | 1       | 22   |

### Tabela punktacyjna

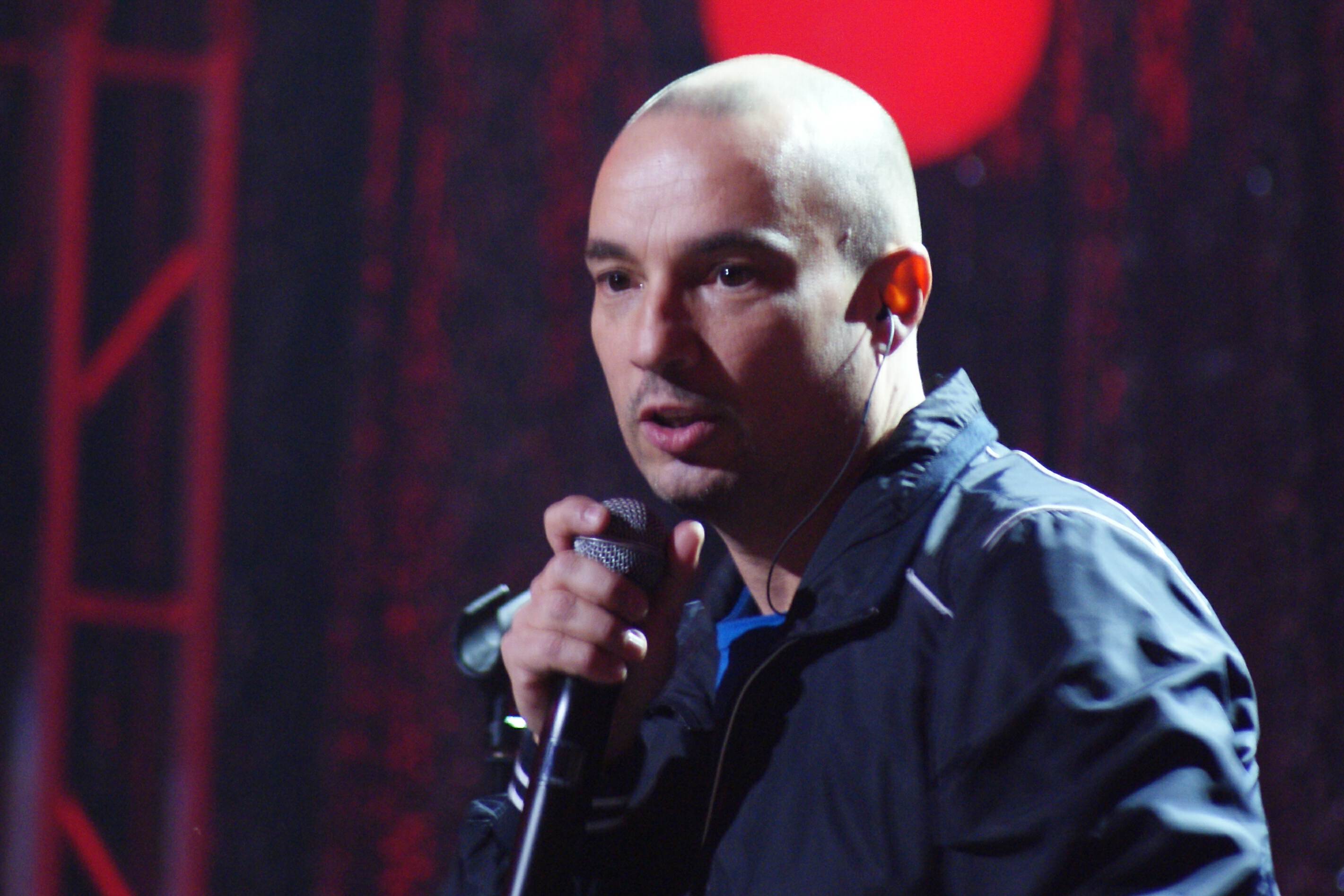
Stachursky – zdobywca 9. miejsca w finale polskich preselekcji do Konkursu Piosenki Eurowizji

W skład jury weszli: kompozytor Robert Chojnacki, piosenkarz Krzysztof Kasowski, zastępca dyrektora TVP1 ds. rozrywki Roman Rogowiecki oraz przedstawicielka Stowarzyszenia Miłośników Konkursu Piosenki Eurowizji OGAE Polska Marta Turska.
| Wykonawca                         | Wyniki | Wyniki  | Wyniki   |
| Wykonawca                         | Suma   | Jurorzy | Widzowie |
| --------------------------------- | ------ | ------- | -------- |
| Stachursky                        | 6      | 1       | 5        |
| Det Betales                       | 4      | 3       | 1        |
| Man Meadow                        | 9      | 2       | 7        |
| Dali                              | 8      | 6       | 2        |
| Ira                               | 11     | 7       | 4        |
| Artur Chamski                     | 13     | 5       | 8        |
| Marco Bocchino i Aleksandra Szwed | 18     | 8       | 10       |
| Tirgita Project                   | 7      | 4       | 3        |
| Renton                            | 18     | 12      | 6        |
| Lidia Kopania                     | 22     | 10      | 12       |

Za pomocą systemu audio-tele, widzowie Telewizji Polskiej oddali łącznie 53 538 głosów na swoich faworytów. Liczba głosów w stosunku do oglądalności preselekcji wykazała, iż swój głos oddał co siedemdziesiąty widz konkursu.

## Faworyt OGAE Polska

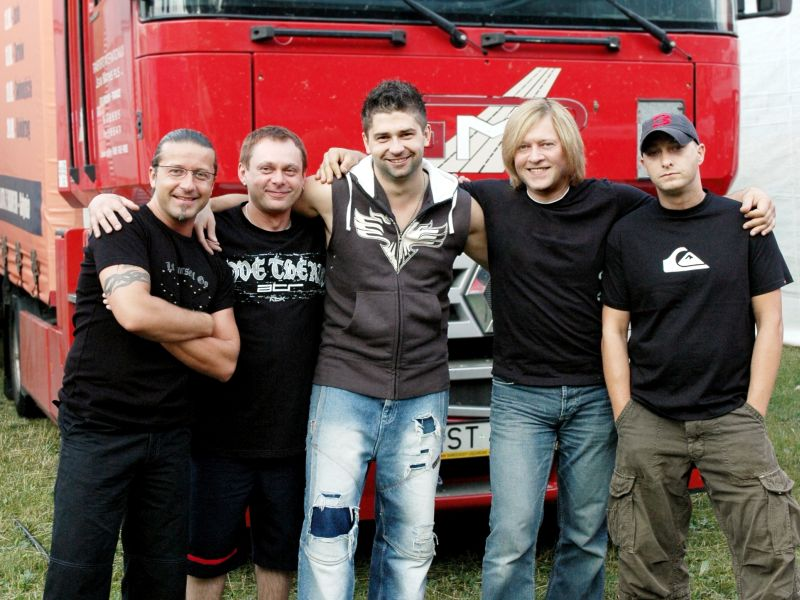
Zespół Ira – zdobywca 5. miejsca w finale eliminacji

Członkowie Stowarzyszenia Miłośników Konkursu Piosenki Eurowizji OGAE Polska tuż przed koncertem Piosenki dla Europy 2009 wytypowali swoich faworytów. Poniżej zaprezentowany został ogólny ranking członków stowarzyszenia, dotyczący wszystkich finalistów preselekcji.
1. Lidia Kopania „I Don't Wanna Leave” – 504 punkty
2. Tigrita Project „Mon Chocolat” – 484 punkty
3. Man Meadow „Love Is Gonna Get You” – 407 punktów
4. Artur Chamski „Kilka słów” – 376 punktów
5. Renton „I'm Not Sure” – 345 punktów
6. Marco Bocchino i Aleksandra Szwed „All My Life” – 306 punktów
7. Dali „Everyday” – 267 punktów
8. Det Betales „Jacqueline” – 235 punktów
9. Ira „Dobry czas” – 217 punktów
10. Stachursky „I nie mów nic” – 107 punktów

Podczas ceremonii zakończenia polskich preselekcji członkowie OGAE Polska uhonorowali zwyciężczynię pamiątkowym dyplomem.

## Oglądalność
Polskie preselekcje do Konkursu Piosenki Eurowizji Piosenka dla Europy 2009 obejrzało średnio 3,80 miliona widzów (udział ok. 28%).